# Floyd H. Flake

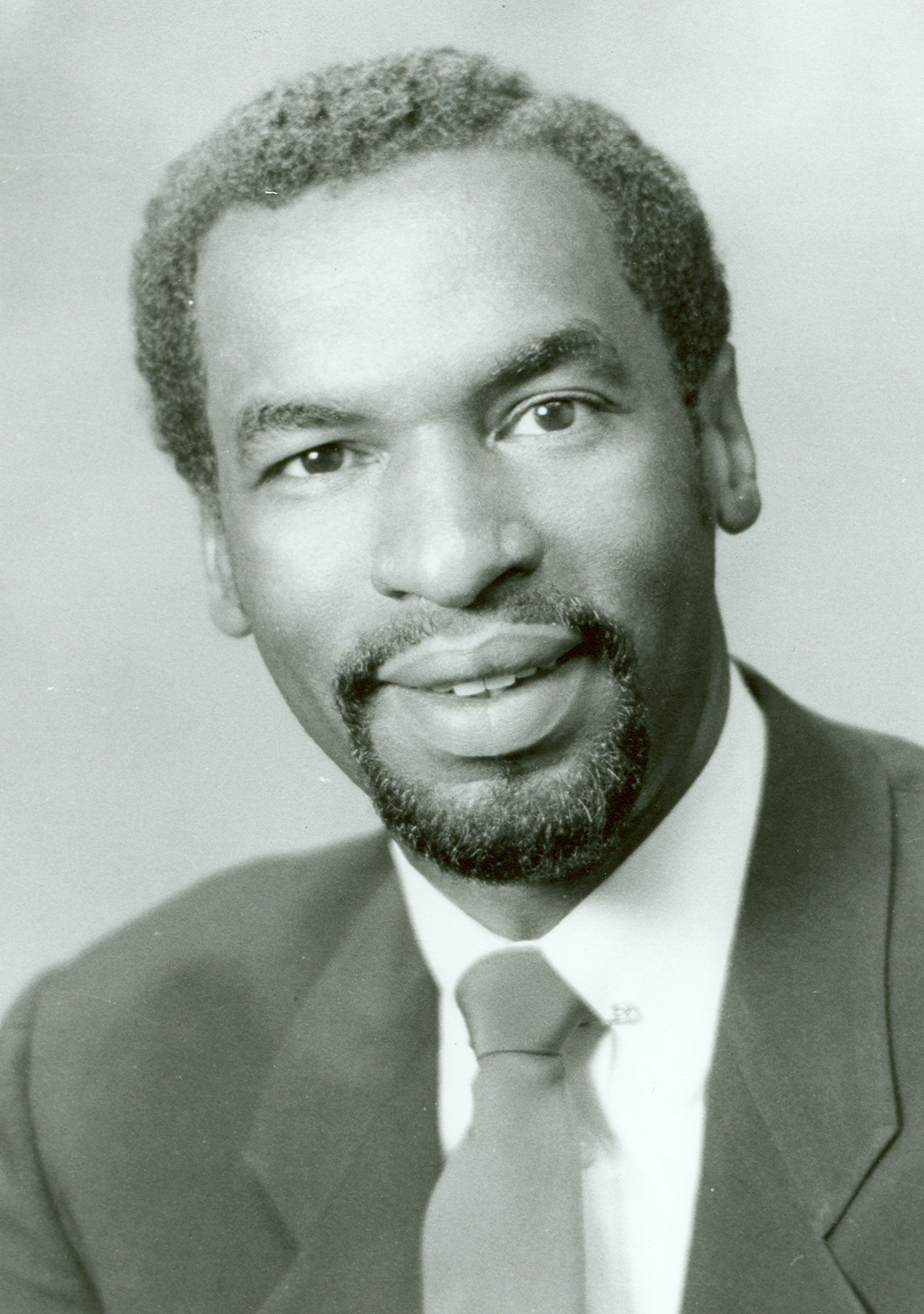
Floyd H. Flake

Floyd Harold Flake (* 30. Januar 1945 in Los Angeles, Kalifornien) ist ein US-amerikanischer Politiker. Zwischen 1987 und 1997 vertrat er den Bundesstaat New York im US-Repräsentantenhaus.

## Werdegang
Floyd Flake besuchte die öffentlichen Schulen in Houston (Texas). Im Jahr 1970 absolvierte er die Wilberforce University in Ohio. Anschließend studierte er zwischen 1974 und 1976 an der Northeastern University in Boston (Massachusetts). Von 1980 bis 1984 war er an der St. John’s University in Jamaica (New York) eingeschrieben. Außerdem absolvierte er das United Theological Seminary in Dayton in Ohio. Hauptberuflich arbeitete Flake zwischen 1976 und 1986 als Geistlicher der Allen A.M.E. Church in Jamaica (New York). Gleichzeitig schlug er als Mitglied der Demokratischen Partei eine politische Laufbahn ein. Im Jahr 1986 scheiterte er zunächst bei einer Kongressnachwahl.
Bei den regulären Kongresswahlen des Jahres 1986 wurde Flake dann aber im sechsten Wahlbezirk von New York in das US-Repräsentantenhaus in Washington, D.C. gewählt, wo er am 3. Januar 1987 die Nachfolge von Alton R. Waldon antrat. Nach fünf Wiederwahlen konnte er bis zu seinem Rücktritt am 17. November 1997 im Kongress verbleiben. Im Jahr 1990 standen er und seine Frau wegen Veruntreuung von Kirchengeldern unter Anklage. Beide wurden aber vom Gericht freigesprochen.
Seit dem Ende seiner Zeit im US-Repräsentantenhaus ist Floyd Flake wieder als Pastor der Allen A.M.E. Church in Jamaica tätig. Zwischen 2002 und 2008 war er auch Präsident der Wilberforce University. Außerdem ist er an der Firmengruppe Aqueduct Race Track Entertainment Group beteiligt, die unter anderem Spielautomaten für Kasinos im Pferderennzentrum Aqueduct Racetrack herstellte und installierte.